# 2014-es U17-es labdarúgó-Európa-bajnokság
A 2014-es U17-es labdarúgó-Európa-bajnokságot Máltán rendezték meg május 9. és május 21. között. A címvédő Oroszország volt. A tornán 1997. január 1-je után született játékosok vehettek részt. A tornát Anglia nyerte.

## Résztvevők
| Nemzet      | Kvalifikáció módja            | Korábbi részvételek száma (2002 óta) |
| ----------- | ----------------------------- | ------------------------------------ |
| Málta       | Rendező                       | 0                                    |
| Svájc       | Elit kör, 1. csoport győztese | 6                                    |
| Törökország | Elit kör, 2. csoport győztese | 5                                    |
| Hollandia   | Elit kör, 3. csoport győztese | 7                                    |
| Anglia      | Elit kör, 4. csoport győztese | 8                                    |
| Németország | Elit kör, 5. csoport győztese | 5                                    |
| Skócia      | Elit kör, 6. csoport győztese | 1                                    |
| Portugália  | Elit kör, 7. csoport győztese | 4                                    |

## Csoportkör
| Színmagyarázat                                           |
| -------------------------------------------------------- |
| A csoportok első két helyezettje bejutott az elődöntőbe. |
| A csoportok harmadik és negyedik helyezettjei kiestek.   |

### A csoport
| Csapat      | M | Gy | D | V | G+ | G– | Gk  | P |
| ----------- | - | -- | - | - | -- | -- | --- | - |
| Hollandia   | 3 | 3  | 0 | 0 | 10 | 4  | +6  | 9 |
| Anglia      | 3 | 2  | 0 | 1 | 7  | 3  | +4  | 6 |
| Törökország | 3 | 1  | 0 | 2 | 7  | 7  | 0   | 3 |
| Málta       | 3 | 0  | 0 | 3 | 2  | 12 | –10 | 0 |

| 2014. május 9. 11:00 |

| Hollandia                                       | 3–2               | Törökország        |
| ----------------------------------------------- | ----------------- | ------------------ |
| Verdonk 54' (11-esből) Nouri 69' Ould-Chikh 75' | (0–0) Jegyzőkönyv | Ünal 43' Aktay 79' |

| Nemzeti Stadion, Attard Játékvezető: Nikola Dabanović (montenegrói) |

| 2014. május 9. 18:00 |

| Málta | 0–3               | Anglia                        |
| ----- | ----------------- | ----------------------------- |
|       | (0–2) Jegyzőkönyv | Roberts 15' 48' Armstrong 25' |

| Nemzeti Stadion, Attard Játékvezető: Aleksandrs Anufrijevs (lett) |

| 2014. május 12. 11:15 |

| Anglia                                  | 4–1               | Törökország |
| --------------------------------------- | ----------------- | ----------- |
| Solanke 22' 49' Kenny 58' Armstrong 64' | (1–1) Jegyzőkönyv | Ünal 16'    |

| Gozo Stadium, Xewkija Játékvezető: Jonathan Lardot (belga) |

| 2014. május 12. 15:15 |

| Málta                   | 2–5               | Hollandia                             |
| ----------------------- | ----------------- | ------------------------------------- |
| Mbong 37' Friggieri 64' | (1–3) Jegyzőkönyv | Schuurman 5' 27' 42' Bergwijn 13' 69' |

| Gozo Stadium, Xewkija Játékvezető: Aliyar Aghayev (azeri) |

| 2014. május 15. 11:00 |

| Törökország                 | 4–0               | Málta |
| --------------------------- | ----------------- | ----- |
| Alici 43' 58' Aktay 70' 76' | (0–0) Jegyzőkönyv |       |

| Nemzeti Stadion, Attard Játékvezető: Jonathan Lardot (belga) |

| 2014. május 15. 11:00 |

| Anglia | 0–2               | Hollandia                    |
| ------ | ----------------- | ---------------------------- |
|        | (0–0) Jegyzőkönyv | Verdonk 45' van der Moot 68' |

| Hibernians Ground, Paola Játékvezető: Alexander Harkam (osztrák) |

### B csoport
| Csapat      | M | Gy | D | V | G+ | G– | Gk | P |
| ----------- | - | -- | - | - | -- | -- | -- | - |
| Portugália  | 3 | 3  | 0 | 0 | 4  | 0  | +4 | 9 |
| Skócia      | 3 | 2  | 0 | 1 | 4  | 3  | +1 | 6 |
| Németország | 3 | 0  | 1 | 2 | 1  | 3  | –2 | 1 |
| Svájc       | 3 | 0  | 1 | 2 | 2  | 5  | –3 | 1 |

| 2014. május 9. 11:15 |

| Németország  | 1–1               | Svájc     |
| ------------ | ----------------- | --------- |
| Henrichs 58' | (0–0) Jegyzőkönyv | Babic 72' |

| Gozo Stadium, Xewkija Játékvezető: Alexander Harkam (osztrák) |

| 2014. május 9. 15:15 |

| Skócia | 0–2               | Portugália           |
| ------ | ----------------- | -------------------- |
|        | (0–1) Jegyzőkönyv | Sanches 18' Mata 78' |

| Gozo Stadium, Xewkija Játékvezető: Andreas Ekberg (svéd) |

| 2014. május 12. 11:00 |

| Svájc | 0–1               | Portugália |
| ----- | ----------------- | ---------- |
|       | (0–0) Jegyzőkönyv | Mata 54'   |

| Hibernians Ground, Paola Játékvezető: Nikola Dabanović (montenegrói) |

| 2014. május 12. 18:00 |

| Németország | 0–1               | Skócia     |
| ----------- | ----------------- | ---------- |
|             | (0–0) Jegyzőkönyv | Wright 41' |

| Hibernians Ground, Paola Játékvezető: Aleksandrs Anufrijevs (lett) |

| 2014. május 15. 18:00 |

| Portugália       | 1–0               | Németország |
| ---------------- | ----------------- | ----------- |
| P. Rodrigues 51' | (0–0) Jegyzőkönyv |             |

| Nemzeti Stadion, Attard Játékvezető: Andreas Ekberg (svéd) |

| 2014. május 15. 18:00 |

| Svájc       | 1–3               | Skócia                              |
| ----------- | ----------------- | ----------------------------------- |
| Oberlin 20' | (1–0) Jegyzőkönyv | Wighton 45' Sheppard 56' Hardie 63' |

| Hibernians Ground, Paola Játékvezető: Aliyar Aghayev (azeri) |

## Egyenes kieséses szakasz
|  |           |            |           |           |       |           |           |       |
|  | Elődöntők | Elődöntők  | Elődöntők |           |       | Döntő     | Döntő     | Döntő |
|  | Elődöntők | Elődöntők  | Elődöntők |           |       | Döntő     | Döntő     | Döntő |
|  | május 18. |            |           |           |       |           |           |       |
|  |           |            |           |           |       |           |           |       |
|  | A1        | Hollandia  | 5         |           |       |           |           |       |
|  | A1        | Hollandia  | 5         | május 21. |       |           |           |       |
|  | B2        | Skócia     | 0         |           |       |           |           |       |
|  | B2        | Skócia     | 0         |           |       | Hollandia | Hollandia | 1 (1) |
|  | május 18. |            |           |           |       | Hollandia | Hollandia | 1 (1) |
|  |           |            | Anglia    | Anglia    | 1 (4) |           |           |       |
|  | B1        | Portugália | Anglia    | Anglia    | 1 (4) | 0         |           |       |
|  | B1        | Portugália |           |           |       |           |           |       |
|  | A2        | Anglia     | 2         |           |       |           |           |       |
|  | A2        | Anglia     | 2         |           |       |           |           |       |
|  |           |            |           |           |       |           |           |       |

### Elődöntők
| 2014. május 18. 17:45 |

| Portugália | 0–2         | Anglia                  |
| ---------- | ----------- | ----------------------- |
|            | Jegyzőkönyv | Solanke 52' Roberts 74' |

| Nemzeti Stadion, Attard Játékvezető: Alexander Harkam (osztrák) |

| 2014. május 18. 20:45 |

| Hollandia                                                                    | 5–0               | Skócia |
| ---------------------------------------------------------------------------- | ----------------- | ------ |
| Verdonk 35' (11-esből) Nouri 38' Bergwijn 57' Owobowale 59' van der Moot 73' | (2–0) Jegyzőkönyv |        |

| Nemzeti Stadion, Attard Játékvezető: Jonathan Lardot (belga) |

### Döntő
| 2014. május 21. 19:00 |

| Hollandia                      | 1–1               | Anglia                   |
| ------------------------------ | ----------------- | ------------------------ |
| Schuurman 40'                  | (1–0) Jegyzőkönyv | Solanke 25'              |
| Büntetőpárbaj                  |                   |                          |
| van der Moot Schuurman Verdonk | 1–4               | Ledson Moore Cooke Kenny |

| Nemzeti Stadion, Attard Játékvezető: Andreas Ekberg (svéd) |

| A 2014-es U17-es labdarúgó-Európa-bajnokság győztese |
| ---------------------------------------------------- |
| · Anglia · 2. cím                                    |

## Gólszerzők
4 gólos
- Dominic Solanke
- Jari Schuurman

3 gólos
| - Patrick Roberts | - Calvin Verdonk | - Fatih Aktay |

2 gólos
| - Adam Armstrong - Steven Bergwijn | - Abdelhak Nouri - Dani van der Moot | - Luís Mata - Enes Ünal |

1 gólos
| - Jonjoe Kenny - Benjamin Henrichs - Aidan Friggieri - Joseph Mbong - Steven Bergwijn - Bilal Ould-Chikh | - Segun Owobowale - Pedro Rodrigues - Renato Sanches - Ryan Hardie - Jake Sheppard | - Craig Wighton - Scott Wright - Boris Babic - Dimitri Oberlin - Hayrullah Alici |